# Boyd Lucassen
Boyd Lucassen (Doetinchem, 1º luglio 1998) è un calciatore olandese, difensore del NAC Breda.

## Caratteristiche tecniche
È un terzino destro.

## Carriera
Prodotto del settore giovanile del Vitesse, gioca per tre anni nella squadra riserve collezionando 51 presenze fra terza e quarta divisione; nel 2019 viene acquistato dal Go Ahead Eagles con cui debutta fra i professionisti il 18 ottobre in occasione del match di Eerste Divisie vinto 3-0 contro il Volendam

## Statistiche
Statistiche aggiornate al 6 settembre 2021.
| Stagione        | Squadra         | Campionato      | Campionato | Campionato | Coppe nazionali | Coppe nazionali | Coppe nazionali | Coppe continentali | Coppe continentali | Coppe continentali | Altre coppe | Altre coppe | Altre coppe | Totale | Totale |
| Stagione        | Squadra         | Comp            | Pres       | Reti       | Comp            | Pres            | Reti            | Comp               | Pres               | Reti               | Comp        | Pres        | Reti        | Pres   | Reti   |
| --------------- | --------------- | --------------- | ---------- | ---------- | --------------- | --------------- | --------------- | ------------------ | ------------------ | ------------------ | ----------- | ----------- | ----------- | ------ | ------ |
| 2016-2017       | Jong Vitesse    | 2D              | 6          | 0          |                 | -               | -               |                    | -                  | -                  |             | -           | -           | 6      | 0      |
| 2017-2018       | Jong Vitesse    | 3D              | 12         | 3          |                 | -               | -               |                    | -                  | -                  |             | -           | -           | 12     | 3      |
| 2018-2019       | Jong Vitesse    | 2D              | 33         | 0          |                 | -               | -               |                    | -                  | -                  |             | -           | -           | 33     | 0      |
| 2019-2020       | Go Ahead Eagles | 1D              | 2          | 0          | CO              | 2               | 0               |                    | -                  | -                  |             | -           | -           | 4      | 0      |
| 2020-2021       | Go Ahead Eagles | 1D              | 33         | 1          | CO              | 3               | 0               |                    | -                  | -                  |             | -           | -           | 36     | 1      |
| 2021-2022       | Go Ahead Eagles | ED              | 4          | 0          | CO              | 0               | 0               |                    | -                  | -                  |             | -           | -           | 4      | 0      |
| Totale carriera | Totale carriera | Totale carriera | 90         | 1          |                 | 5               | 0               |                    | -                  | -                  |             | -           | -           | 95     | 1      |

## Palmarès

### Club

#### Competizioni nazionali
- Derde Divisie: 1

Jong Vitesse: 2017-2018